# 알렉산드리아 도서관
알렉산드리아 도서관은 이집트 알렉산드리아에 있었던 고대에 가장 크고 영향력 있는 도서관이었다. 알렉산드리아 도서관은 프톨레마이오스 왕조의 후원으로 발전했으며, 기원전 3세기 건립된 이후 로마가 이집트를 점령한 기원전 30년까지 지식과 학문의 중심지 역할을 했다. 알렉산드리아 도서관은 군주 프톨레마이오스 1세 소테르(기원전 323~283년) 혹은 그의 아들 프톨레마이오스 2세(기원전 283~246년) 때 창설된 것으로 보인다.
플루타르코스(46~120년)는 율리우스 카이사르가 기원전 48년 알렉산드리아를 방문했을 때 실수로 알렉산드리아 도서관을 불태웠다고 기록하고 있다. 기록에 따르면, 율리우스 카이사르는 그의 후속인 아킬라스가 카이사르의 해상 능력을 제한하려자 카이사르의 배에 불을 질렀고, 그 과정에서 실수로 도서관을 불태웠다고 한다. 반면에 에드워드 기븐은 도서관이 391년 세라페이온의 파괴를 지시했던 알렉산드리아의 주교 데오빌로가 알렉산드리아 도서관의 파괴 역시 지시했다고 주장했다. 도서관이 파괴된 후에, 학자들은 알렉산드리아의 다른 지역에 있는 세라페이온을 알렉산드리아 도서관 대신 이용했다.
옛 알렉산드리아 도서관을 기념하고 그것에 필적한 도서관을 세우기 위해 신 알렉산드리아 도서관이 2002년 옛 도서관 자리 근처에서 개관했다.

## 알렉산드리아 도서관

### 도서관의 탄생
가칭 ‘아리스테아스의 편지’라는 고대 문서에 따르면, 알렉산드리아 도서관은 알렉산드로스 사후 알렉산드로스 제국 통치자들 가운데 한 명이었던 프톨레마이오스 1세 소테르 치하에서 아리스토텔레스의 제자 팔레룸의 데메트리우스가 최초로 조직했다. 기록에 의하면, 프톨레마이우스 1세는 자기 아들 교육을 위해 대학자 스트라토를 아테네로 초빙하였고, 좀 더 조직적인 교육을 위해 BC 306년 무세이온을 설립했고 이게 알렉산드리아 도서관의 기원이다.

### 도서관의 구성

#### 무세이온
아리스토텔레스의 학원을 뛰어넘으려 브루케이온 지역에 세워졌던 알렉산드리아 도서관은, 무세이움(Musaeum, 그리스의 사원이나 학예관, 영어의 museum과 관련이 있다) 근처에 세워져 서로의 영향권 안에 들도록 하였다. 도서관은 정원과 공동 식사실, 독서실과 강의실, 집회실 등을 포함하고 있었으나, 정확한 설계는 알려지지 않고 있다. 이러한 구조는 현대의 대학 구조에도 영향을 끼치고 있는 것으로 보인다. 도서관은 그 당시 신간 도서 관리와 책의 분류를 하는 것으로 알려져 있었는데, 이들을 관리하는 부서가 따로 존재하였다. 이 도서관이 신간 도서를 효과적으로 관리할 수 있었던 까닭은 서고 근처에 지어졌거나 항구로부터의 접근성이 뛰어났기 때문이라고 추측된다. 회랑은 파피루스 두루마리들을 보관하는 책장들로 채워졌으며, 이들을 도서관(bibliotheca, bibliothekai; 고대 그리스어: βιβλιοθῆκαι)이라고 불렀다. 책장의 벽에는 ‘영혼의 안식처’라는 글귀가 있었다고 전해져 내려온다.
알렉산드리아 도서관은 최초로 국경에 상관없이 그 당시의 모든 교양 서적들을 수집하여 세계의 지식들을 취합하였다. 이는 로도스와 아테네의 서적 박람회 방문과 입항하는 모든 선박들의 책을 꺼내 진취적이며 강력한 왕의 명령이 없었으면 불가능하였을 것이다. 그들은 모든 책을 복사하여 원문은 보관하고, 복사본은 그들의 주인에게 돌려 주었다. 본토와 파로스 섬을 잇는 항로와 동서간의 무역, 국제 무역의 중심지라는 알렉산드리아 시 고유의 특성 또한 알렉산드리아 도서관의 서고를 채우는 데 일조하였다.
과거의 자료들을 수집하는 것 이외에도, 도서관은 여행과 숙박, 급여를 제공해 주는 프톨레마이오스 왕조의 든든한 후원을 받는 국제 학자들에게 학문의 쉼터를 제공해 주었다. 연구기관으로써의 도서관은 수학, 천문학, 물리학, 자연과학 등 많은 과목에 대한 새로운 연구 결과들을 보유하게 되었다. 이러한 경험론적 기반은 처음으로 가장 강력한 원문 비평의 초석이 되었다. 같은 책들이 간혹 많은 변형들을 가지고 여러 편 존재하는 경우가 있기 때문에, 원문 비평은 학자들의 지식을 확실히 하는 데 중대한 역할을 하였다. 이러한 방법으로 검증된 책들은 학자들에 의해 정확한 복사본으로 만들어졌고, 세계의 부유한 책 애호가들이 이러한 책들을 사들임에 따라 도서관의 부는 증대되었다.
알렉산드리아의 편집자들은 특히 호메로스 풍의 글로 유명하였다. 유명한 편집자들은 일반적으로 사서장을 맡기도 하였는데, 이들 중에는 다음과 같은 사람들이 있었다.
- 제노도투스(기원전 3세기 초반)
- 칼리마코스(기원전 3세기 초반), 최초의 그리스 문헌 목록인 <<피나케스>>의 저술자
- 로도스의 아폴로니우스(기원전 3세기 중반)
- 에라토스테네스(기원전 3세기 후반)
- 비잔티움의 아리스토파네스(기원전 2세기 초반)
- 사모트라케의 아리스타르코스(기원전 2세기 후반)

지금은 알렉산드리아 도서관에 얼마나 많은 문서들이 있었는지 알 수 없다. 대부분의 문서들은 파피루스 종이로 되어 있었고, 기원전 3세기 이후 양피지로 만든 고사본이 사용되었음에도 불구하고 알렉산드리아 도서관은 양피지 문서를 만들지 않았다. 이는 도서관과 파피루스 무역 간의 관계 때문일 것이다.

## 알렉산드리아 도서관의 역사

### 알렉산드리아 도서관 이전의 역사적 배경
알렉산드리아 도서관이 생기기 이전에도 고대 이집트에는 도서관이 있었던 것으로 보인다. 당시 상류계급만이 글을 읽고 쓸 줄 알았다고 추정되나, 관련 유물들을 보아 일반 평민 계층도 글을 읽을 수 있었음을 유추해낼 수 있다. 이러한 사회적 배경 아래 알렉산드리아 도서관이 성립되고 발전할 수 있었을 것이라고 논해진다.
알렉산더 대왕 이후에는 그리스의 영향을 받기 시작하였고, 그리스는 BC 560년 이후부터 공공도서관이 있었다. 아리스토텔레스가 보유하고 있던 방대한 양의 장서는 초기학부 도서관이라고 볼 수 있을 정도였고, 그리스에서는 학문의 발달로 많은 학자들이 도서관을 이용했을 것이라고 본다. 이러한 학문적, 문화적 영향을 받은 그리스 태생 디미트리우스가 이집트에서 이를 적용시켜 알렉산드리아 도서관 건립에 큰 역할을 하였던 것으로 보인다. 또한, 사회적으로는 대도시가 발달하고, 그에 따라 교육이 발달하면서 전체적으로 글을 읽고 쓸 수 있는 능력이 향상되었다. 또 경제적으로는 국가 전체의 경제적 풍부함과 번영이 건립에 직접적인 영향을 주었고, 서사재료의 발달 역시 도서관의 성장에 디딤돌이 되었다. 마지막으로 정치적, 사회적으로 안정된 시기여서 도서관 발달에 가장 좋았던 시기였음을 알 수 있다.

### 알렉산드리아 도서관 건립 당시의 시대적 배경

#### 프톨레마이오스 왕조
알렉산더 대왕 사후 마케도니아(그리스), 셀레우코스 제국(시리아), 프톨레마이오스 제국(이집트)의 세 나라로 분열된 상황에서 이집트는 알렉산드로스 대왕의 부하였던 프톨레마이오스가 그 뒤를 이어 그리스 성격의 나라를 건설 하였다.

#### 헬레니즘문화
알렉산더의 동서문화 융합 정책은 새로운 문화를 탄생시켰으며 이를 헬레니즘문화라고 한다. 헬레니즘 문화의 특색은 세계시민주의와 개인주의이며, 오늘날 유럽 문화의 기저는 헬레니즘과 헤브라이즘의 두 흐름이며 유럽문화의 고대 진원지가 알렉산드리아 도서관이었다고 할 수 있겠다.

#### 경제적 발전
- 상공업의 발달 : 주변 국가들과의 교역활동이 매우 활발해지고 그에 따라 국가 수입이 증가되어서 국가적으로 상공업이 촉진, 장려되었다. 또 대규모의 생산, 무역, 금융 등의 제도가 성장하였고, 국가는 주요한 기업가 및 은행가의 역할을 하게 되었다.
- 대도시로의 성장 : 경제적 발전의 한 결과물로 대도시의 성장을 들 수 있으며, 헬레니즘 시대의 가장 큰 도시는 이집트의 알렉산드리아이다. 알렉산드리아는 인구 50만이 거주하는 세계적인 교역과 풍요의 대도시였으며 당시의 뉴욕이라고 할 수 있다.
- 파피루스의 생산 : 파피루스가 생산되면서 본격적으로 책들에 대한 다양한 복사본을 만들 수 있게 되었다. 파피루스는 서사 재료 중에서도 보전성이 떨어지는 재료이다.

## 알렉산드리아 도서관의 파괴
알렉산드리아 도서관의 부분적인 혹은 완전한 파괴의 원인에 대해 아래 4가지 가설이 존재한다.
- 기원전 48년, 알렉산드리아 전쟁(카이사르의 내전)에서 율리우스 카이사르의 방화
- 3세기경, 아우렐리아누스의 침략
- 391년, 콥트교황 데오빌로의 칙령
- 642년 이후, 무슬림의 알렉산드리아 점령

### 카이사르의 알렉산드리아 전쟁에서 율리우스 카이사르의 방화
플루타르크, 겔리우스, 암미아누스, 마리켈리누스, 오로시우스 등의 역사가들은 모두 기원전 48년에 율리우스 카이사르가 실수로 알렉산드리아 도서관에 불을 질렀다고 기록하였다.
1세기 말에서 2세기 초에 기록된 플루타르크의 <영웅전>은 당시 상황을 이렇게 설명하고 있다:
| “ | 카이사르는 자신의 배에 불을 붙일 수 밖에 없었다. 그의 적들이 그의 바다를 통한 통신 능력을 막으려하자 자신의 배를 태워버렸다. 이 불길은 부두를 태우고 나서 번지고 번져 알렉산드리아 도서관까지 불태우기에 이르렀다. | ” |

윌리엄 셔프는 기원전 48년 카이사르와 프톨레마이오스 13세와의 전투에서 처음에 불바람이 일어났고, 부두를 불태운 후에 도서관에 불이 옮아 붙어 파괴했다고 기록했다. 2세기 무렵엔 로마의 역사가 겔리우스는 그의 저서 <Attic Nights> (Latin: Noctes Atticae)에서 카이사르의 군사가 부두에 불을 놓는 과정에서 실수로 도서관을 불태웠다고 전했다. 또 4세기 무렵엔 비기독교도 역사가 암미아누스 마르켈리누스와 기독교도 역사가 오로시우스는 도서관이 카이사르의 방화에 의해서 불태워졌다고 기록했다. <알렉산드리아 전쟁>의 익명의 저자는 이집트 해군을 공격하려 놓았던 불이 파피루스로 가득 찬 “상점”을 불태웠다고 기록했다. 하지만 브루키온 주변의 알렉산드리아 도서관의 위치에 대한 지리학적 연구 결과에 따르면 이 “상점” 혹은 불태워졌다는 도서관은 알렉산드리아 도서관(Bibliotheca Alexandrina)이 될 수 없다. 가장 설득력 있는 설명은 이 역사가들이 “책더미”를 뜻하는 “bibliothekas”와 “도서관”을 뜻하는 “bibliotheka”를 혼동했다는 것이다. 따라서 그들은 부두 주변의 책들이 불태워졌다는 기록을 알렉산드리아 도서관의 파괴와 연결지었던 것으로 보인다.
이 기록들이 도서관 책과는 별개인 다른 책들이 불탄 것이든 도서관의 책들이 실제로 불탄 것이든 로마의 스토아 철학자 세네카(c. 4 BC – AD 65)는 알렉산드리아 도서관의 40,000여개의 책들이 모두 불탔다고 기록하고 있다. 마르쿠스 안토니우스는 로마 제국 동쪽을 점령하고 나서 (40–30 BC) 페르가몬에 위치한 세계에서 2번째로 큰 도서관을 약탈했다. 그리고는 카이사르의 방화에 의해 불태워진 알렉산드리아 도서관의 책들을 대체하기 위해 약탈한 책들을 클레오파트라에게 선물했다. Abaddi는 이 이야기를 반-안토니우스 선전에 이용했다.
테오도르 브리토스는 방화에 의한 피해를 다음과 같이 표현했다.
| “ | 37개의 군단을 태운 로마 갤리선은 소아시아를 떠나 마침내 이집트 연안에 도착했다. 그러나 역풍에 의해 그들은 알렉산드리아로 진격할 수 없었다. 로키아스에 정박한 이집트 함대 역시 로마군을 어려움에 처하게 했다. 하지만 로마군의 기습적인 공격으로 이집트 함대는 모두 불탔고, 불길은 바람을 타고 번져 항구와 함께 주위의 건물들까지 함께 태웠고 수 천 개의 책이 보관된 건물까지 불태웠다. 역사가들은 실수로 이 사건을 알렉산드리아 도서관이 불태워진 것으로 보았지만, 사실 알렉산드리아 도서관은 항구와 먼 곳에 있었다. 이 불길에 의한 피해 중 가장 치명적이었던 것은 조선소, 무기고, 그리고 곡물과 책을 보관한 창고가 불탄 것이었다. 이 때 거의 40,000여개의 책이 불탔는데, 알렉산드리아 도서관과는 별개로 알렉산드리아에서 로마를 비롯한 많은 나라로 수출된 내역이 적혀있는 출납부와 원장이 함께 소실되었다. | ” |

사실 알렉산드리아에는 알렉산드리아 도서관 말고도 다른 도서관이 최소 2개는 존재했다: 세라페이온 신전의 도서관과 세사리온 신전의 도서관이다. 알렉산드리아는 1세기부터 6세기까지 세계의 과학과 문학의 중심지로서 번성했는데, 이는 알렉산드리아 도서관이 파괴된 이후에도 이 두 도서관에 보관된 수많은 책과 참고 문헌들에 의해 가능했다. 알렉산드리아 도서관이 왕족과 일부 학자들만 이용 가능했던 반면에, 이 두 도서관은 대중에게 열려있었다. 또한 알렉산드리아 도서관은 프톨레마이오스 2세 필라델포스에 의해서 세워졌고, 궁전과 왕가의 정원 근처의 브루키온 거주자만 이용이 가능했던 반면, 그의 아들 프톨레마이오스 3세는 세라페이온 신전과 그에 딸린 “딸 도서관”을 라코티스의 대중들을 위해 설립했다.
도서관의 파괴에 대해서 기원전 28년의 <스트라보의 지리학>에서도 설명을 찾을 수 있는데, 사실 이 책은 도서관을 특정하게 언급하지는 않았다. 다만 책에서 그는 불이 나기전 알렉산드리아를 방문했을 때 보았던 지도를 후에 방문했을 때는 찾지 못했다고 했다. 아바디는 이 언급을 증거로 도서관이 파괴되었다고 추론했다.
하지만 문맥을 자세히 확인하면 이 설명의 신뢰도가 굉장히 떨어짐을 알 수 있다. 책에 의하면 인접한 무세이온은 아무런 이상이 없었다고 했다. 다시 말하자면 한 건물이 완벽하게 파괴되었는데 바로 옆의 건물은 아무런 이상이 없었다는 뜻이다. 또한 스트라보가 도서관을 언급하지 않았다고 해서 도서관이 파괴되었다는 뜻으로 해석할 필요는 전혀 없다.
마지막으로, 위에서 말했듯이 스트라보는 알렉산드리아 박물관의 상위 기관인 무세이온을 언급했다. 그리고 그의 다른 언급을 통해 그와 다른 역사가들이 무세이온과 세라페이온, 알렉산드리아 도서관에 대해서 명확하게 건물 단위로 구분짓지 않았다. 따라서 이것을 통해 알렉산드리아 도서관이 아니라 그 상위기관을 언급했다고 해서 도서관이 파괴되었다고 말할 수는 없음을 알 수 있다. 또한 그는 뛰어난 지리학자였고, 따라서 그가 봤던 지도가 희귀하고 소수만 이해가 가능한 수준의 것일 가능성이 높다. 그렇기에 이것이 시간이 흐르면서 소실되고 복구가 되지 않아서 그가 20여년 후에 재방문했을 때 찾지 못할 가능성 또한 다분하다.
따라서 알렉산드리아 도서관은 스트라보의 첫 알렉산드리아 방문(25 BC) 이후에, 그리고 플루타르코스가 언급한 기원후 2세기보다 전에 불탔을 것이다. 만약 그렇지 않다면 플루타르코스와 그 이후의 역사가들은 도서관의 파괴를 언급하고 실수로 그 윈인으로 율리우스 카이사르를 지목하지 않았을 것이다. 또한 카이사르의 방화보다는 다른 원인에 의해서 도서관이 불탔을 가능성이 높다. 다른 원인으로 3세기 후반에 있었던 팔미라의 여왕 제노비아와 로마황제 아우렐리아누스의 전쟁이 지목되고 있다.

### 아우렐리아누스의 침략
앞서 살펴본 도서관 파괴에 대한 기록들을 종합해본다면, 도서관이 소장하고 있던 많은 기록들이 유실된 시기는 팔미라의 여왕 제노비아의 반란을 억압하려던 로마 황제 아우렐리아누스가 도시를 점령했을 때로 보인다. 전투가 본 도서관이 위치한 곳에서 일어나서 도서관에 많은 피해를 입힌 것으로 추정된다. 세라페이온 신전의 도서관은 파괴를 면했지만, 4세기 경 보관하고 있던 일부의 기록들이 새로운 수도를 장식하기 위해 콘스탄티노플로 옮겨졌다.

### 테오도시우스의 법령,세라페이온의 파괴
위에서 살펴본 것 외에도, 테오도시우스는 391년, 포고령을 내려 로마의 새로운 국교가 된 기독교 이외의 종교를 믿는 행위를 이교라 칭하고 불법으로 간주했다. 무세이온과 세라페이온에 있는 모든 도서관은 “이교도” 신전 구역에 있었고, 로마 가톨릭교회가 국교로 정해지고 나서는 이러한 이유로 보호받지 못했다. 알렉산드리아의 신전들은 391년, 데오빌로에 의해 모두 문을 닫았다.
콘스탄티노플의 소크라테스는 440년, 그의 책 <Historia Ecclesiastica>의 15권에서 알렉산드리아의 신전들이 파괴된 경위를 다음과 같이 설명했다.
| “ | 알렉산드리아의 주교 데오빌로의 요청으로 황제는 알렉산드리아에 위치한 이교도의 신전들의 파괴를 명했고, 데오빌로에게 이 집행을 맡겼다. 데오빌로는 이교 의 의식을 비방하는 데에 모든 노력을 총동원했다. 그는 먼저 미스리움을 제거했고, 그들의 피의 의식을 대중에 공개했다. 그 다음엔 그는 세라페이온을 파괴했고, 역시 터무니 없는 미신을 공개했다. 또 남성 생식력의 신 프리아포스의 남근을 광장의 중앙에 전시하기도 했다. 따라서 알렉산드리아의 통치자와 이집트 군의 총사령관은 데오빌로를 도와 이교의 신전을 파괴하기 시작했다. | ” |

세라페이온은 알렉산드리아 도서관의 일부였지만 이것이 파괴된 당시 얼마나 많은 책이 있었는지는 알려지지 않았다. 소크라테스의 기록은 도서관이나 그 내용물에 대해 언급이 없었고, 다만 종교적인 것에만 국한되어 있었다. 더 이전의 암미아누스 마르켈리누스 기록에 의하면 얼마나 많은 책이 세라페이온에 보관되어 있었던지에 상관없이 4세기 말 무렵에는 하나의 책도 보관하지 않았다. 비기독교도 작가, 사르디스의 에우나피오스는 이것에 대해 증언했는데, 그가 학자였고 또 기독교를 혐오했음에도 불구하고 세라페이온의 파괴 당시의 도서관에 대한 언급이 없었다.

### 642년 이후, 무슬림의 알렉산드리아 점령
서기 642년, 알렉산드리아는 아무르 이븐 알 아스의 무슬림 군대에 점령당했다. 이에 대해 총 5가지 증거가 있다.
- 바그다드의 압드 알 라티프는 알렉산드리아 도서관이 카리프 오마르의 명령을 받은 아무르에 의해 파괴되었다고 기록했다.[23]

- Al-Qifti (1172-1248) 또한 <History of Learned Men>에서 같은 얘기를 했다.[24]

- 이 사건에 관해 가장 긴 기록은 아부 알 파라즈로도 알려진 시리아의 기독교 작가 바르 헤브라에우스 (1266-1286)가 남겼다. 그는 <Chronicum Syriacum>의 초록을 아랍어로 번역한 것에 내용을 추가했다. 그의 책 <Historia Compendiosa Dynastiarum>[25]에서 존 그라마티쿠스가 아무르에게 알렉산드리아 도서관의 책을 가져와달라고 요청했다고 기록했다. 아무르가 오마르에게 물어보자 오마르는 이렇게 답했다:

| “ | 만약 그 책들이 코란에 어긋나지 않는다면 우린 그 책들이 필요가 없고, 만약 그 책들이 코란에 어긋난다면 모두 없애버려라. | ” |

- 알 마크리지 (1364–1442) 역시 세라페이온에 대해 말하면서 이 사건에 대해 언급했다.
- 이븐 할둔 (1332–1406)의 기록에 따르면 오마르가 페르시아의 책들에 대해서도 비슷한 결정을 내렸다고 한다.

이 이야기는 콥트 교회에 의해 1920년대까지 받아들여졌지만, 그 이후 많은 반론이 나왔다.

## 박물관
알렉산드리아 도서관은 무세이온의 부속이었다. 무세이온은 다른 말로 알렉산드리아 뮤지엄이라고 하는데, 헬레니즘 시대의 학문 연구의 중심지 역할을 담당했다. 무세이온은 알렉산드리아 도서관 말고도 천문학, 해부학 등을 연구하는 공간을 갖추었고, 심지어는 다른 나라의 동물들을 모아놓은 동물원도 있었다. 수학의 아버지를 비롯하여 공학, 생리학, 지리학, 의약의 아버지라 불러지던 당시 사상가들은 여기서 연구와 실험을 진행하고 기록을 남겼다. 이곳에서 연구를 진행했던 주요 사상가들은 에우클레이데스, 아르키메데스, 에라토스테네스, 헤로필로스, 이라시스트라토스, 파푸스, 히파티아, 사모스의 아리스타르코스 등이 있다.

## 알렉산드리아 도서관의 역할
알렉산드리아 도서관은 당시 세계 최대의 도서관으로 그 의미가 있다. 또한, 도서관의 기능과 학문 연구의 대학 기능을 동시에 했다는 점에서 국립학술원의 성격을 가지고 있는 것도 특징이다. 특히 자연 과학 연구의 중심지였고, 에우리피데스, 소포클레스, 아리스토텔레스를 비롯한 그리스 학자들 책의 원본을 상당수 소장했던 것으로 알려져 있으며, 학자들에게 국가 차원에서 연구실을 제공하고 연구비를 지원하였다. 이러한 점에서 알렉산드리아 도서관은 수학, 천문학, 기하학, 의학, 응용과학 등의 분야에서 당시 학계를 주도했다고 볼 수 있다.
또한, 문화의 중심지로써의 역할도 담당하였다. 알렉산드리아 도서관 주변의 고대 희랍 세계 문화 발달에 중요한 역할을 하였다. 하지만, 몇몇 학자들은 알렉산드리아 도서관이 그리스 문명 수집과 보존에만 치우치다가 새로운 학문 저술이나 희랍 문헌에 큰 영향을 주지 못했다고 주장하기도 한다. 하지만, 그리스의 문헌 수집, 배열 주석 등을 부가하였고, 그리스 문헌을 취합함은 물론 주변 국가들과 지중해, 중동, 인도 등지의 모든 언어를 그리스어로 번역하여 보전하였다고 한다. 이러한 점에서 당시 알렉산드리아 도서관이 문화와 학문의 중심지였다는 것은 확실할 것이다.

## 같이 보기
- 현대 알렉산드리아 도서관 (영어)
- 알렉산드리아 도서관 사서 (영어)

## 참고 문헌
- 제미경, 알렉산드리아 도서관[깨진 링크(과거 내용 찾기)]
- 노르웨이 한국 사무국 보관됨 2016-03-04 - 웨이백 머신